# Сілвашу-де-Сус
Сілвашу-де-Сус (рум. Silvașu de Sus) — село у повіті Хунедоара в Румунії. Адміністративно підпорядковане місту Хацег.
Село розташоване на відстані 286 км на північний захід від Бухареста, 25 км на південь від Деви, 137 км на південний захід від Клуж-Напоки, 128 км на схід від Тімішоари.

## Населення
За даними перепису населення 2002 року у селі проживали 450 осіб. Усі жителі села рідною мовою назвали румунську.
Національний склад населення села:
| Національність | Кількість осіб | Відсоток |
| -------------- | -------------- | -------- |
| румуни         | 434            | 96,4%    |
| цигани         | 16             | 3,6%     |